# قانون ساخت بشر
قانون ساخت بشر (انگلیسی: Man-made law)، قانونی است که توسط انسان‌ها ساخته می‌شود و معمولاً در تقابل با مفاهیمی مانند قانون طبیعی یا قانون الهی در نظر گرفته می‌شود.